# NGC 1403
NGC 1403 je galaksija u zviježđu Eridan.

## Vanjske poveznice
- SEDS: NGC 1403